# Esponellà (kommunhuvudort)
Esponellà är en kommunhuvudort i Spanien.   Den ligger i provinsen Província de Girona och regionen Katalonien, i den östra delen av landet, 600 km öster om huvudstaden Madrid. Esponellà ligger 226 meter över havet och antalet invånare är 434.
Terrängen runt Esponellà är platt åt sydost, men åt nordväst är den kuperad.Runt Esponellà är det glesbefolkat, med 17 invånare per kvadratkilometer. Närmaste större samhälle är Banyoles, 6,2 km söder om Esponellà. 